# Rana margariana
Rana margariana là một loài ếch trong họ Ranidae.
Nó được tìm thấy ở Myanmar và có thể cả Trung Quốc.
Các môi trường sống tự nhiên của chúng là sông.

## Hình ảnh

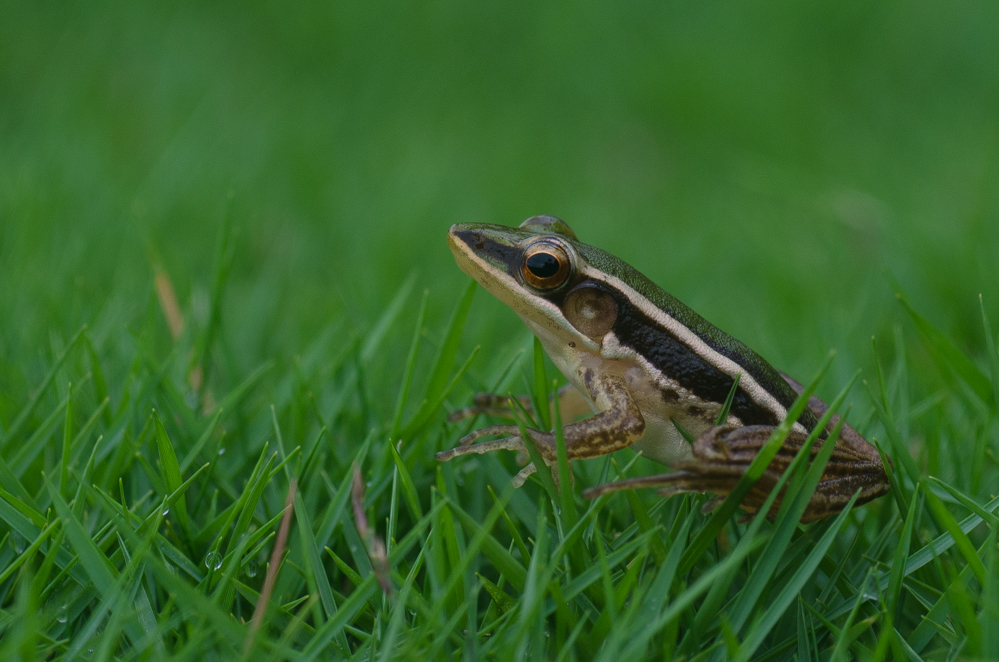